# Sopa d'ametlla

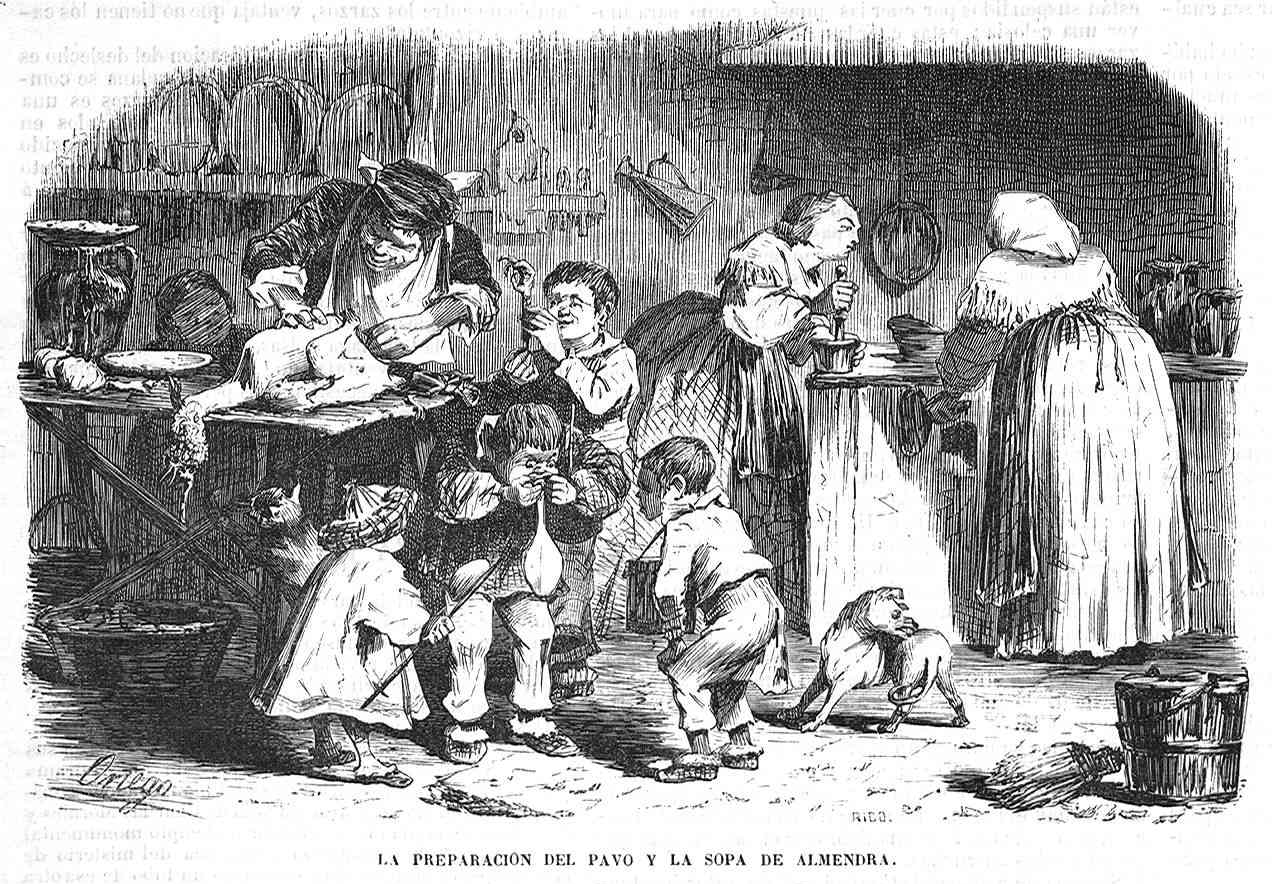
La preparació del gall dindi i la sopa d'ametlla, gravat de 1858.

La sopa d'ametlla és una recepta nadalenca de la gastronomia espanyola, elaborada amb ametlles, que se servia com a darreries en la Nit de Nadal. La sopa és una mescla de nata líquida (o llet) calenta i ametlles mòltes en un morter. Antigament s'elaborava només amb aigua, sense lactis. La sopa se serveix calenta i s'aromatitza amb vainilla i canyella.
Era tradicional servir-la al final del sopar com a postres, abans dels torrons, sempre en una cassola de fang. És típica de Castella i s'estima que pugui tenir procedència morisca o conventual.

## Característiques
L'elaboració d'aquesta simple sopa calenta es realitza dissolent la pasta d'ametlles picades en llet o nata calenta. La llet s'ha aromatitzat amb vainilla i/o canyella juntament amb una rodanxa de llimona. Les receptes empren la mateixa proporció de sucre que d'ametlles. La mescla ha de quedar lleugerament espessa. Es poden afegir crostons o pa sec o decorar-la amb pinyons filetejats i lleugerament torrats. Tradicionalment s'elaborava la sopa d'ametlles amb aigua pel fet que abans del segle xx, en la Nit de Nadal s'abstenien de menjar carn i lactis.

## Altres sopes d'ametlla

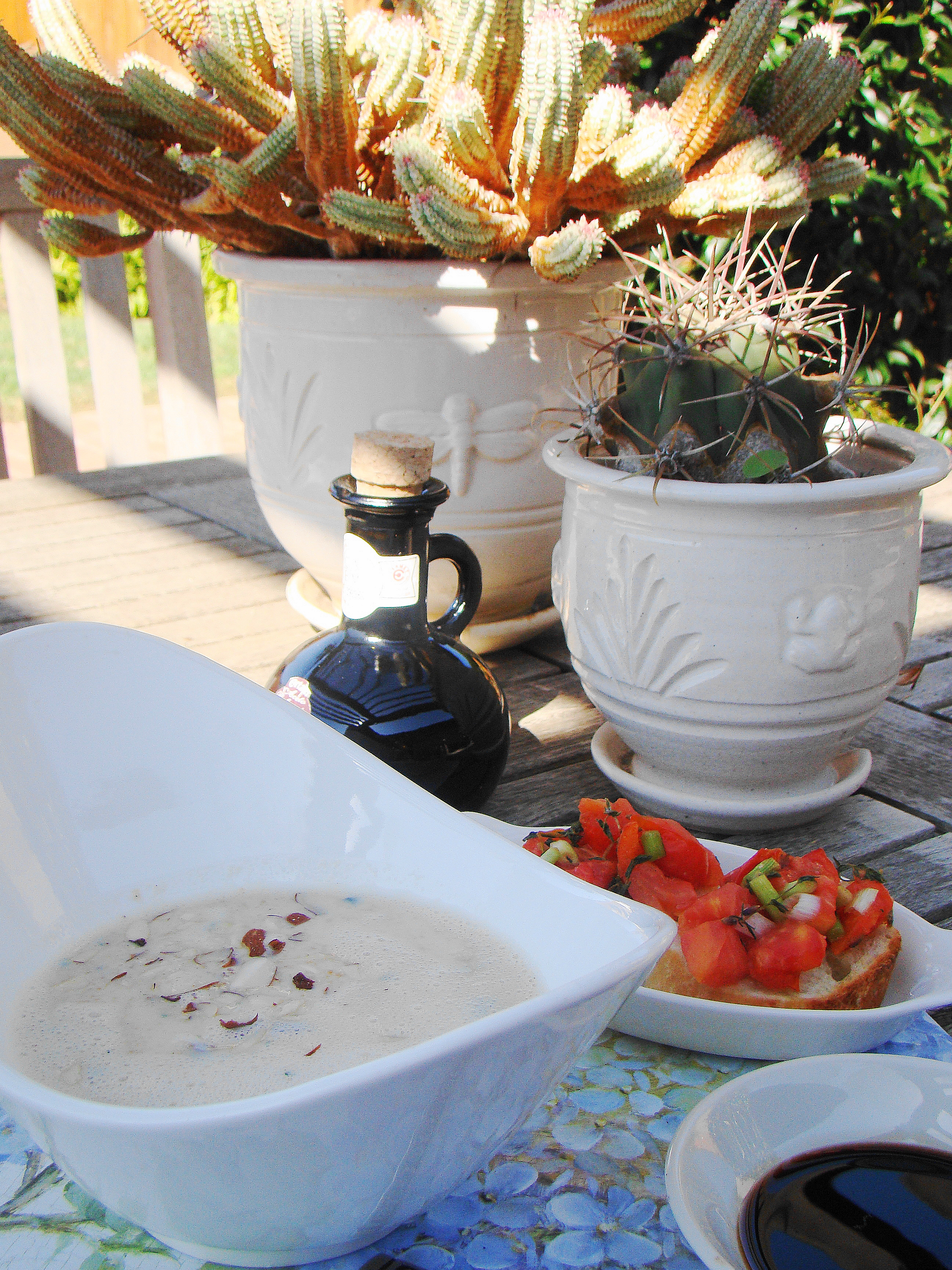
La versió salada se serveix com a entrant.

Existeixen altres versions de la sopa d'ametlles que són salades, tradicionals del sud d'Espanya. Barregen la pasta d'ametlles amb unes gotes de vinagre i porten, principalment, rovell d'ou, oli, all, pa, safrà, sal i altres ingredients.